# ساسي دي ماتيرا
ساسي دي ماتيرا (بالإيطالية: Sassi di Matera)‏ («أحجار ماتيرا») هي مساكن كهفية ما قبل التاريخ في مدينة ماتيرا الإيطالية، بازيليكاتا. تقع في البلدة القديمة وتتألف من ساسو كافيوسو ولاحقًا ساسو باريزانو.

## خلفيّة
تَقعُ منطقة ساسي دي ماتيرا في مدينة ماتيرا الإيطالية، بازيليكاتا، وتُعرف بمساكن الكهوف القديمة التي سكنوها منذ العصر الحجري القديم. وصف فودور منطقة «ساسي» بأنها «واحدة من أكثر المناظر الطبيعية تفرداً في أوروبا». إلى جانب حديقة كنائس روبيستريان، تم تسميتها كموقع للتراث العالمي من قبل اليونسكو في عام 1993.

## التاريخ

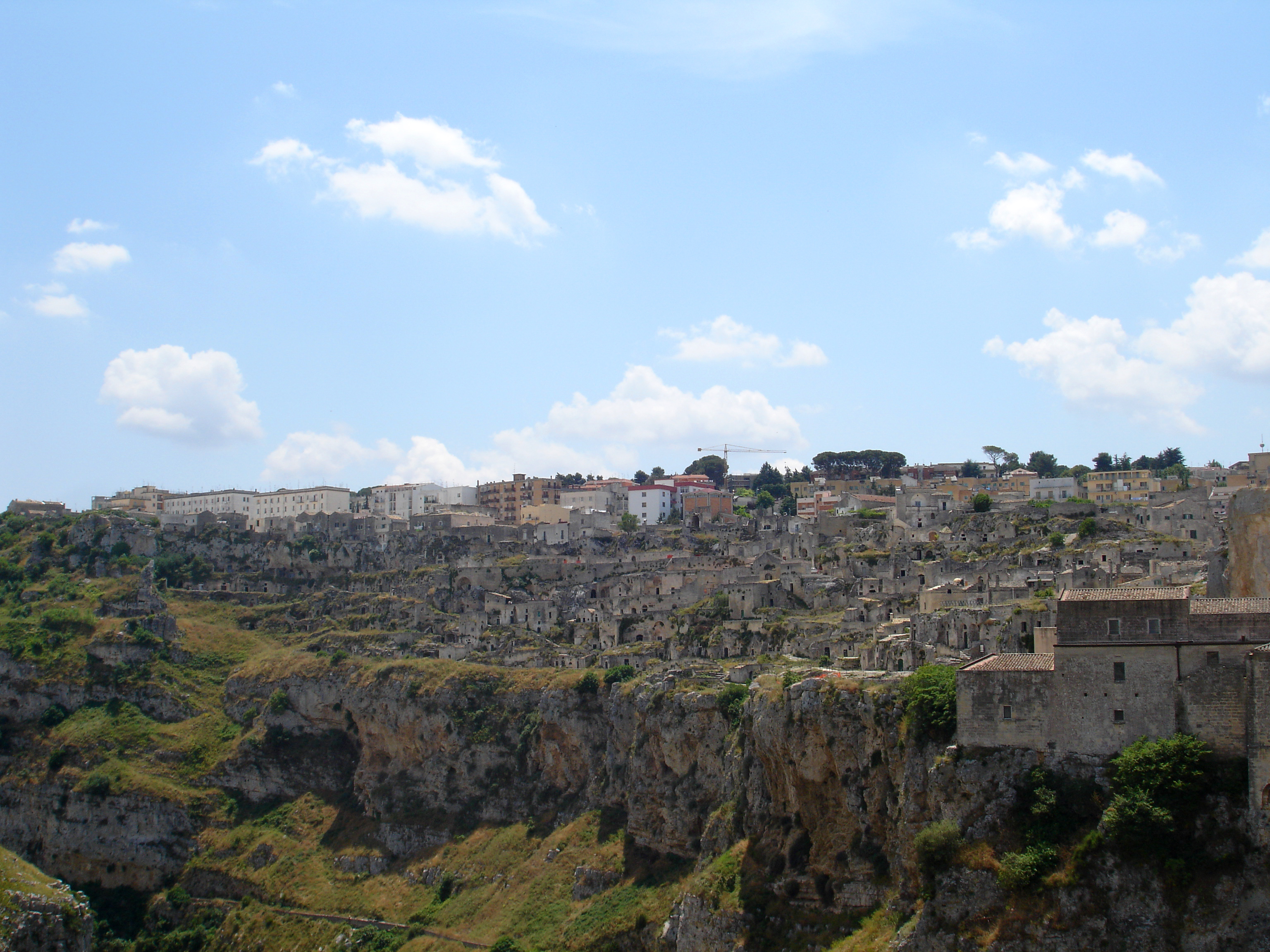
منظر من الوادي (جرافينا)

نشأت عائلة ساسي من مستوطنة الكهوف التي تعود إلى عصور ما قبل التاريخ ويُشتبه في أنها من بين أولى المستوطنات البشرية في إيطاليا. هناك أدلة على أن الناس كانوا يعيشون هنا منذ عام 7000 قبل الميلاد. الساسي عبارة عن منازل محفورة في الصخور الكلسية نفسها، والتي هي سمة من سمات بازيليكاتا وبوليا، وتسمى محليًا «توفو» على الرغم من أنها ليست طوفة بركانية أو توفا. غالبًا ما تسير الشوارع في بعض أجزاء ساسي فوق منازل أخرى. نشأت البلدة القديمة على منحدر واحد من الوادي الذي أنشأه نهر جرافينا. يُعرف الوادي محليًا باسم «لا جرافينا». مصطلح ساسي (ويُكتب أيضًا ساسو) مشتق من اللاتينية ساكسوم، مما يعني تل أو صخرة أو حجر عظيم. في الخمسينيات من القرن الماضي، نقلت الحكومة الإيطالية بالقوة معظم سكان ساسي إلى مناطق تطوير المدينة الحديثة. في ظل الفقر المدقع والمليء بالملاريا، اعتبرت الظروف المعيشية غير الصحية غير إنسانية وإهانة للجمهورية الإيطالية الحديثة الجديدة ألتشيدي دي غاسبيري. ومع ذلك، استمر الناس في العيش في منطقة ساسي. حتى أواخر الثمانينيات من القرن الماضي، كانت هذه المنطقة تعتبر منطقة فقر، حيث أن العديد من هذه المنازل كانت، ولا تزال في بعض الحالات، غير صالحة للسكن. ومع ذلك، أصبحت الإدارة المحلية الحالية أكثر توجهاً نحو السياحة، وقد عززت تجديد الساسي بمساعدة الاتحاد الأوروبي والحكومة واليونسكو. يوجد اليوم العديد من الشركات والحانات والفنادق المزدهرة هناك، كما هو موضح في مقال نُشر في أبريل 2015 في النيويوركر (بالإنجليزية: The New Yorker)‏.

## الجغرافية
نمت «ساسي» في منطقة هضبة مورغيا، وامتدت بين بوليا وبازيليكاتا. جنبًا إلى جنب مع «سيفيتا» و«بيانو»، يشكل الساسيان مدينة ماتيرا القديمة.

## الحضارة

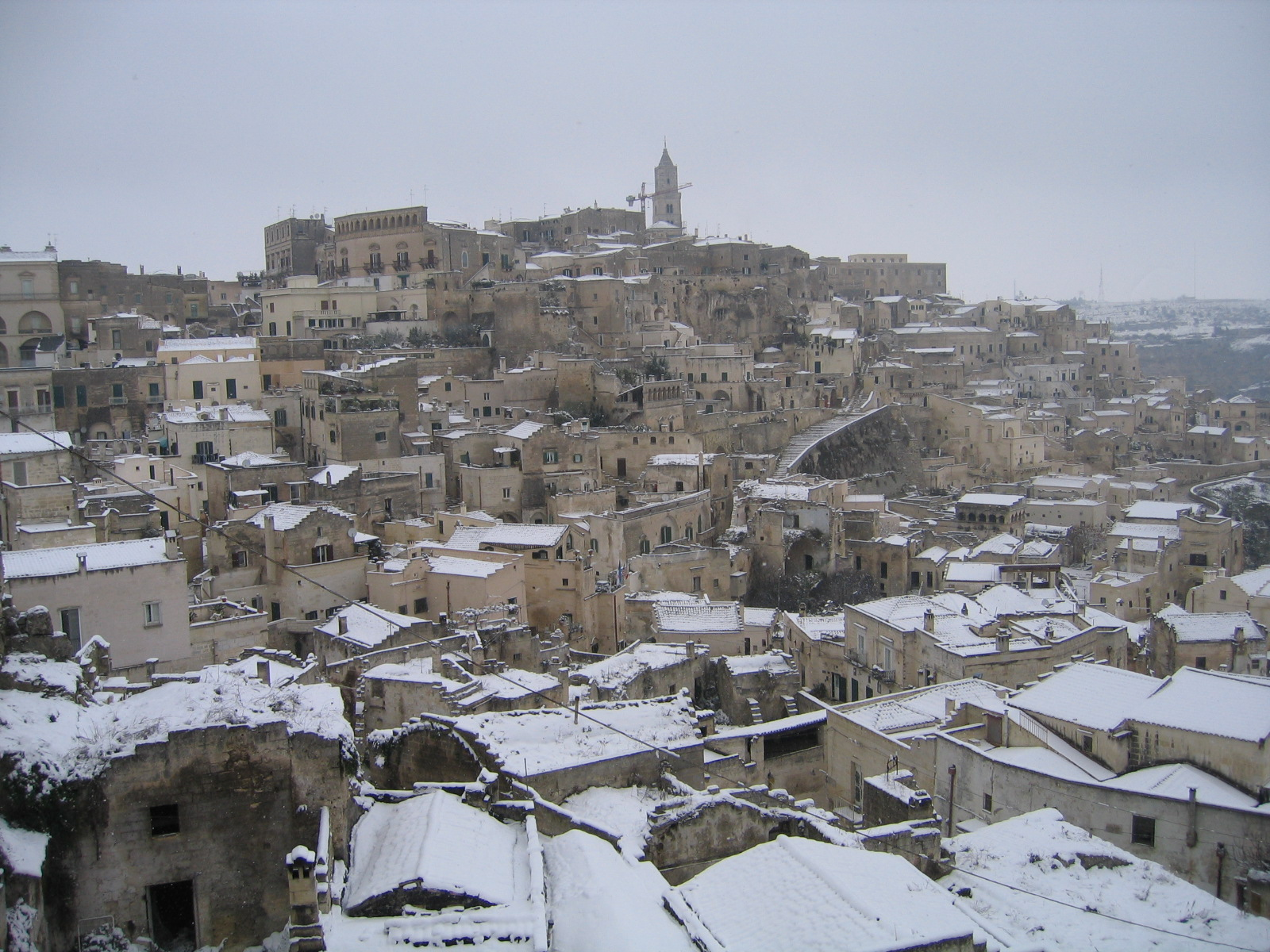
ساسي في موسم الثلوج (ديسمبر 2007)

تذكرنا ساسي بصريًا بالمواقع القديمة في القدس وحولها، ولهذا السبب تم استخدامها في العديد من الأفلام ذات الطابع المسيحي، بما في ذلك الإنجيل وفقًا لسانت ماثيو (بيير باولو باسوليني، 1964)، آلام المسيح (ميل جيبسون، 2004)، قصة المهد (كاثرين هاردويك، 2006) وبن هور (تيمور بيكمامبيتوف، 2016). ظهرت أيضًا في فيلم المرأة الخارقة لباتي جنكينز (2017)، حيث كانت بمثابة موقع لمدينة أمازون ثيمسكيرا، وكاري فوكوناجا في لا وقت للموت (2021)، حيث مشهد مع جيمس بوند تم إطلاق النار على أستون مارتن الذي كان يتسابق من خلال.

## وصلات خارجيّة
- صفحة ساسي على موقع اليونسكو
- ساسي دي ماتيرا (كاميرا ويب عالية الدقة)
- ساسي ماتيرا: ماذا تعرف وماذا تزور
- «الحياة جميلة - فيديو موسيقي للسفر»
- روبا فورستيرا، 45 دقيقة، فيلم وثائقي عن ساسي دي ماتيرا، 2004
- خريطة المدينة
- معلومات للسياح